# Chanson de l'Ouest
Pour plus de détails, voir Fiche technique et Distribution.
Chanson de l'Ouest (Song of the West) est un film américain réalisé par Ray Enright, sorti en 1930.

## Synopsis
L'histoire se déroule en 1849. Le capitaine Stanton (John Boles) a été cité pour une cour martiale en raison d'un malentendu sur une femme avec le major Davolo. En tant qu'éclaireur, il est envoyé pour escorter un wagon qui est sous escorte militaire. Il s'avère que cette escorte est son propre ancien régiment. Quand il rencontre Davolo, il y a un autre combat entre Stanton et Davolo dans lequel Davolo est tué.
Le colonel a Stanton mis dans la maison de garde sur une accusation de meurtre. Il s'échappe déguisé en pasteur et continue avec le train en chariot afin d'être près de Virginia, la fille de son ancien commandant, jouée par Vivienne Segal. Ils tombent amoureux et quand Stanton décide de quitter le wagon, Virginia le suit.
Stanton épouse Virginia et ouvre une salle de jeux. Quand le régiment arrive finalement à la salle de jeu, Virginia fait la fête avec ses anciens amis. Stanton, dans un accès de jalousie, quitte l'établissement avec une autre femme et tente sa chance en Californie, à la recherche d'or. Il a peu de chance et devient un abandon. Finalement, il rencontre sa femme à San Francisco, ce qui entraîne une heureuse réconciliation. Certains soldats le trouvent et lui donnent le choix entre être déporté ou réenrôlé dans l'armée. Il se réengage.

## Fiche technique
- Titre original : Song of the West
- Titre français : Chanson de l'Ouest
- Réalisation : Ray Enright
- Scénario : Harvey F. Thew d'après l'opérette d'Oscar Hammerstein II et Laurence Stallings
- Société de production : Warner Bros. Pictures
- Photographie : Devereaux Jennings
- Montage : George Marks
- Pays d'origine :  États-Unis
- Format : Couleurs - 1,33:1
- Genre : Western, musical
- Durée : 82 minutes
- Date de sortie : 1930

## Distribution
- John Boles : Capitaine Stanton
- Vivienne Segal : Virginia
- Joe E. Brown : Hasty
- Marie Wells : Lotta
- Sam Hardy : Davolo
- Marion Byron : Penny
- Eddie Gribbon : Sergent Major
- Ann Sothern : Bit Part